# Pagrus auratus
Espèce
Répartition géographique
Synonymes
- Chrysophrys auratus, (Forster, 1801)

Statut de conservation UICN

 LC  : Préoccupation mineure
Pagrus auratus est aussi rangé dans un genre à part, sous le nom de Chrysophrys auratus, où il est la seule espèce classée dans le genre Chrysophrys.